# Velîkîi Liubin
Velîkîi Liubin (în ucraineană Великий Любінь) este o așezare de tip urban din raionul Horodok, regiunea Liov, Ucraina. În afara localității principale, mai cuprinde și satele Birce, Ciulovîci, Kosiveț, Malîi Liubin și Piskî.

## Demografie
Componența lingvistică a așezării de tip urban Velîkîi Liubin
     Ucraineană (99,2%)
     Alte limbi (0,51%)
Conform recensământului din 2001, majoritatea populației așezării de tip urban Velîkîi Liubin era vorbitoare de ucraineană (99,2%), existând în minoritate și vorbitori de alte limbi.